# 10284 Damienlemay
10284 Damienlemay è un asteroide della fascia principale. Scoperto nel 1981, presenta un'orbita caratterizzata da un semiasse maggiore pari a 2,8775131 au e da un'eccentricità di 0,0166408, inclinata di 2,88897° rispetto all'eclittica.